# Castelo de Jadraque

O Castelo de Jadraque (em castelhano: Castillo de Jadraque) é um castelo no município de Jadraque, Castela-Mancha, Espanha. Situa-se numa colina que domina a planície do rio Henares. Às vezes é chamado "Castelo de Cid", como é mencionado no poema Cantar del Mio Cid.

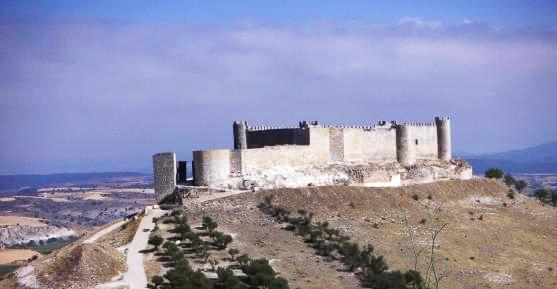
Castelo de Jadraque